# Фізико-математичний інститут АН СРСР
Фізико-математичний інститут — радянський науково-дослідний інститут, що існував з 1921 по 1934 рік та належав спочатку Російській академії наук, а з 1927 — АН СРСР. Один із провідних інститутів СРСР у галузі природничих наук.
Фізико-математичний інститут був створений у 1921 році шляхом об'єднання Математичного кабінету (організований Володимиром Стекловим у 1919 році), Фізичної лабораторії (організована Борисом Голіциним у 1912 році) та Постійної центральної сейсмічної комісії, створеної 1900 року Указом імператора Миколи II. З 1926 — Фізико-математичний інститут імені В. А. Стеклова РАН, з 1927 — АН СРСР.
Директори інституту: академіки
- В. А. Стеклов (1921—1926),
- А. Ф. Йоффе (1926—1928),
- О. М. Крилов (1928—1932),
- І. М. Виноградов (1932—1934).

Відповідно до Постанови Загальних зборів АН СРСР від 28 квітня 1934 року стався поділ Фізико-математичного інституту на дві окремі установи:
- Інститут математики (директор — академік І. М. Виноградов).
- Інститут фізики (директор — академік С. І. Вавилов). Організований на базі Фізичного відділу Фізико-математичного інституту ім. В. А. Стеклова.